# Promethes dolosus
Promethes dolosus là một loài tò vò trong họ Ichneumonidae.